# قوس إنجليزي طويل
القوس الإنجليزيّ الطويل هو سلاح كان يستعمل في العصور الوسطى في كل من الصيد أو كسلاح حربي ويعود سبب تسميته إلى طول القوس الذي كان يصل إلى 6 أقدام أو أكتر وقد وصل ذروة اتقانه على يد الرماة الإنجليز والويلزيين. وقد ألزم ملك إنجلترا ادوارد الأول في القرن الثالت عشر رماية السهام كرياضة وحظر الرياضات الأخرى ليكون هناك رماة سهام مدربين جاهزين للحرب واعتُبر القوس الطويل السلاح الرئيسي للجيش الإنجليزي، عندما اندلعت حرب المائة عام (1337م).

## مواد صناعة القوس الإنجليزي الطويل
كان الخشب المفضل لصناعة الأقواس الإنجليزية التقليدية هو خشب الطقسوس حيث تقطع عصا القوس من قطر الشجر لتصبح طبقة الخشب الخارجية هي الظهر والخشب الصلب هو البطن وهذا لأن الطبقة الخارجية لخشب الطقسوس مفيدة فقط لتحمل الشد بينما الطبقة الصلبة تتحمل الضغط، كان الطلب على الأقواس المصنوعة من خشب الطقسوس مرتفعا جدا حتى أن أشجار الطقسوس مكتملة النمو كادت تنقرض في إنجلترا كما أن كميات كبيرة من خشب الطقسوس كان يتم استيرادها من إسبانيا منذ القرن الرابع عشر.
أما الخيط الذي يربط بين نهايتي القوس المصنوعة من القرن فقد كان يصنع من القنب، الكتان أو الحرير.

## معارك حسمت بفضل القوس الطويل
- في عام 1,346م إبان معركة كريسي، أنزل 7,000 من رماة السهام الإنجليز هزيمة منكرة بقوة من الفرنسيين كانت أكبر من قوتهم بكثير، وضمت أكثر من 1,000 فارس يلبسون الدروع.
- وفي عام 1415م في معركة أجينكور، هزم 13,000 جندي بريطاني مسلح بالأقواس الطويلة قوة فرنسية بلغ عددها 50,000 جندي تقريبًا.

## التدريب على استعمال القوس الطويل
كان اتقان استعمال الأقواس الطويلة صعبا جدا بسبب وزن سحب الأقواس الحربية الذي غالبا ما تخطى ال50 كيلوغراما لذلك فانه كان يتطلب وقتا كبيرا في التدريب للتوفر على القدرات الكافية لاستعماله بالكفائة اللازمة.

## المدى وقدرة الاختراق
مدى القوس في العصور الوسطى غير معروف مع تقديرات تتراوح مابين 165 و228 متر.
وقد أمكن بنسخة مقلدة عن أقواس سفينة ماري روز ذات وزن سحب يقدر ب150 رطل ايصال سهم بوزن 53.6 غرام مسافة 328 متر وسهم بوزن 95.9 مسافة 249.9 متر.
في تجربة حديثة أمكن بسهم ذو رأس مدبب اختراق درع زرد دمشقي .

## الأقواس الطويلة الناجية
وجد أكثر من 3500 سهم و137 قوس طويل في حطام السفينة الإنكليزية ماري روز التي غرقت
عام 1545 م، وتعتبر تلك البقايا اليوم مصدر مهم لتاريخ الأقواس الإنجليزية الطويلة.
يتراوح طول الأقواس التي عثر عليها مابين 1.87 و2.11 متر مع متوسط طول 1.98 متر.

## نهاية استعمال القوس الطويل كسلاح حربي
بحلول عام 1500 م حلت الأسلحة النارية محل القوس والسهم، لتكون السلاح الرئيسي للمشاة الإنجليز وكتب الكاتب الإنجليزي روجر أسكام عام 1540 م، أول كتاب يصف الطريقة السليمة للتسديد بالقوس والسهم، وهو كتاب البراعة في الرماية، وقد أنشئت الجمعية الملكية لهواة الرماية في بريطانيا عام 1781 م لتعنى بشأن الرماية بالسهام بوصفها رياضة. وبعد ذلك أنشئت جمعية الرماية بالسهام الوطنية الكبرى في بريطانيا عام 1841 م، وأقيمت أول بطولة وطنية في بريطانيا عام 1844 م.